# Viridictyna nelsonensis
Viridictyna nelsonensis är en spindelart som beskrevs av Forster 1970. Viridictyna nelsonensis ingår i släktet Viridictyna och familjen kardarspindlar. Inga underarter finns listade i Catalogue of Life.